# Chen Daofu
Pour les articles homonymes, voir Chen.
Chen Daofu (chinois simplifié : 陈道复 ; chinois traditionnel : 陳道復), également appelé en français sous la transcription de Ch'en Tao-fu, né en 1483 à Changzhou dans la province du Jiangsu et mort en 1544, est un peintre, calligraphe et poète chinois de la Dynastie Ming.